# Emil Bartels
Emil Bartels (* 21. August 1872 in Braunschweig; † 18. Juni 1934 in Wuthenow, Mecklenburg) war ein deutscher Finanzminister, Staatsbankpräsident und zweiter Präsident des Deutschen Tennis Bundes.

## Leben
Bartels legte das Abitur am Gymnasium Holzminden ab. Nach dem 1891 begonnenen Jurastudium in München, Genf, Lausanne und Berlin legte er 1895 die erste und 1899 die zweite juristische Staatsprüfung ab. Nach Stationen als Regierungsassessor trat Bartels 1904 eine Stelle im Herzöglichen Staatsministerium in Braunschweig an, zunächst als Hilfsarbeiter, ab 1905 als Vortragender Referent. 1912 wurde er Geheimer Regierungsrat, 1914 zum Finanzdirektor und 1916 zum Finanzpräsidenten ernannt. 1918 wurde Bartels Finanzminister des Freistaats Braunschweig, kurze Zeit später wechselte er als Präsident zum Landesfinanzamt Hannover. Ab 1923 war Bartels als Erster Direktor der neu gegründeten Festmarkbank in Hannover tätig. Von 1932 bis zu seinem Tod leitete er schließlich die Braunschweigische Staatsbank.
Bartels nahm 1902 als Vorsitzender der Vereinigung Braunschweiger Tennisclubs an der Gründungssitzung des Deutschen Tennis Bundes teil. Nach dem Tod des ersten Präsidenten, Carl August von der Meden, wurde er 1911 zu dessen Nachfolger gewählt und blieb dies bis 1925.